# Dilophus paucidens
Dilophus paucidens är en tvåvingeart som beskrevs av Hardy 1962. Dilophus paucidens ingår i släktet Dilophus och familjen hårmyggor.
Artens utbredningsområde är Madagaskar. Inga underarter finns listade i Catalogue of Life.